# الإقليم الأسترالي في القارة القطبية الجنوبية

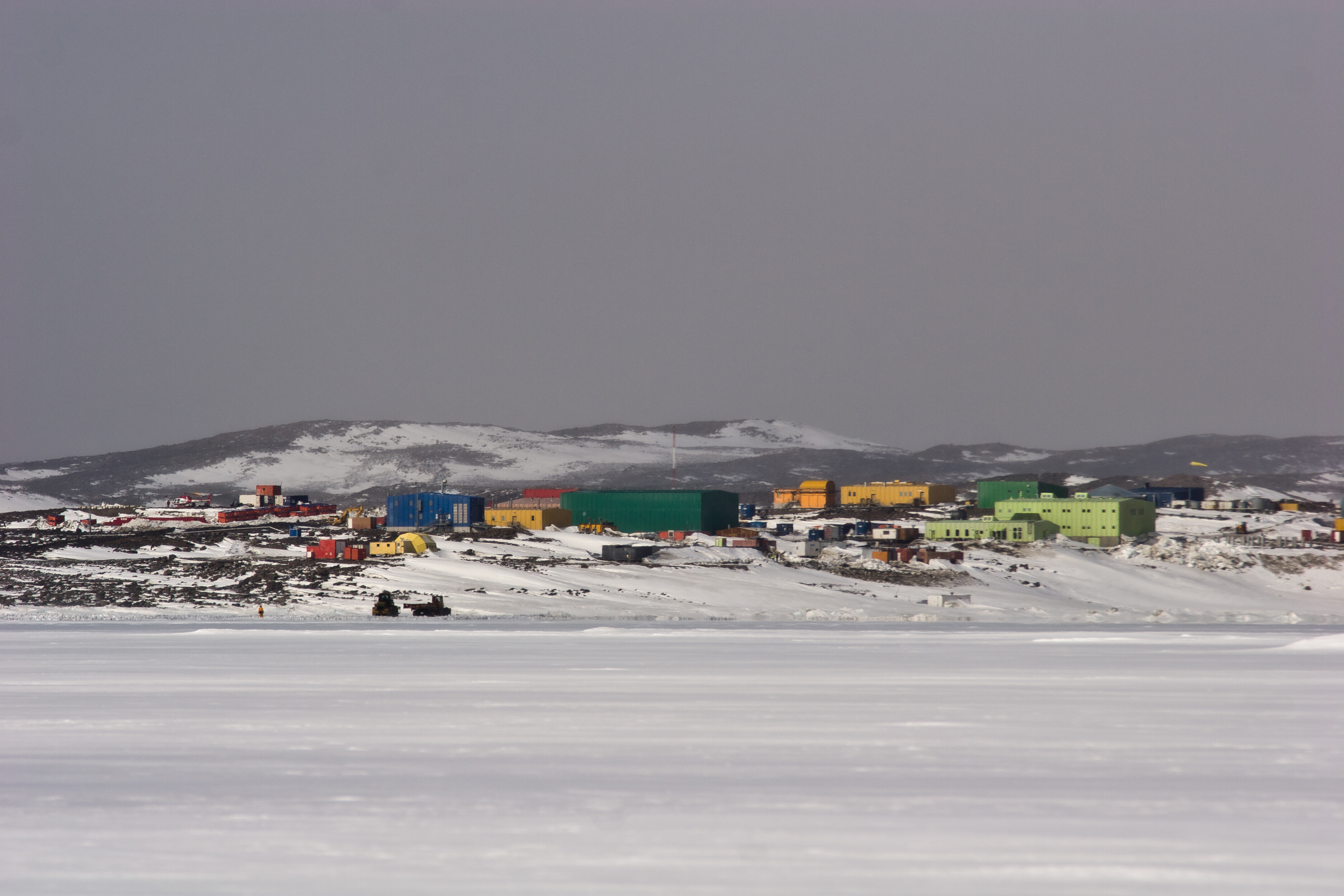

الإقليم الأسترالي في القارة القطبية الجنوبية (أنتاركتيكا) (بالإنجليزية: Australian Antarctic Territory)‏ هي جزء من القارة القطبية الجنوبية. زعم أن المملكة المتحدة ووضعت تحت سلطة كومنولث أستراليا في عام 1933. انها أحد أكبر أراضي أنتاركتيكا التي تطالب بها أي دولة، منذ معاهدة أنتاركتيكا التي دخلت حيز التنفيذ في عام 1961.

## التقسيمات
ينقسم الإقليم إلى تسع مقاطعات (أراضٍ)، وهي كما يلي من الغرب إلى الشرق:[بحاجة لمصدر]
| الرقم | المقاطعة                 | الاسم الأصلي            | مساحة (كم²) | الحدود الغربية | الحدود الشرقية |
| ----- | ------------------------ | ----------------------- | ----------- | -------------- | -------------- |
| 1     | أرض إندربي               | Enderby Land            |             | 045° E         | 056°25' E      |
| 2     | أرض كيمب                 | Kemp Land               |             | 056°25' E      | 059°34' E      |
| 3     | ماك. أرض روبرتسون        | Mac. Robertson Land     |             | 059°34' E      | 072°35' E      |
| 4     | أرض الأميرة اليزابيث     | Princess Elizabeth Land |             | 072°35' E      | 087°43' E      |
| 5     | أرض القيصر فيلهلم الثاني | Kaiser Wilhelm II Land  |             | 087°43' E      | 091°54' E      |
| 6     | أرض الملكة ماري          | Queen Mary Land         |             | 091°54' E      | 100°30' E      |
| 7     | أرض ويلكس                | Wilkes Land             | 2,600,000   | 100°30' E      | 136°11' E      |
| 8     | أرض جورج الخامس          | George V Land           |             | 142°02' E      | 153°45' E      |
| 9     | أرض أوتس                 | Oates Land              |             | 153°45' E      | 160°00' E      |